# Lo Prado (estación)
Lo Prado es una estación ferroviaria perteneciente a la red del Metro de Santiago, en la ciudad de Santiago, Chile. Se considera la estación con menos flujo de pasajeros en toda la red del Metro de Santiago, con una afluencia diaria promedio de 3826 pasajeros.

## Características y entorno
Ubicada en la Línea 5, se encuentra en subterráneo entre las estaciones entre las estaciones San Pablo y Blanqueado. La estación se encuentra bajo la avenida San Pablo al llegar a calle Santa Marta y posee una superficie de 2300 m².
La estación estuvo cerrada desde el 18 de octubre de 2019, producto de los daños sufridos en la red del metro producto de la serie de protestas por el alza en las tarifas, siendo reabierta al público el 21 de noviembre.

### Accesos
| Acceso | Intersección              |
| ------ | ------------------------- |
| A      | Municipalidad de Lo Prado |

## Origen etimológico
En el entorno inmediato de la estación, enclavada en la parte lopradina del barrio Blanqueado y enfrentando a la Villa Lautaro, se encuentra la Ilustre Municipalidad de Lo Prado que da origen al nombre a la estación.

## Galería

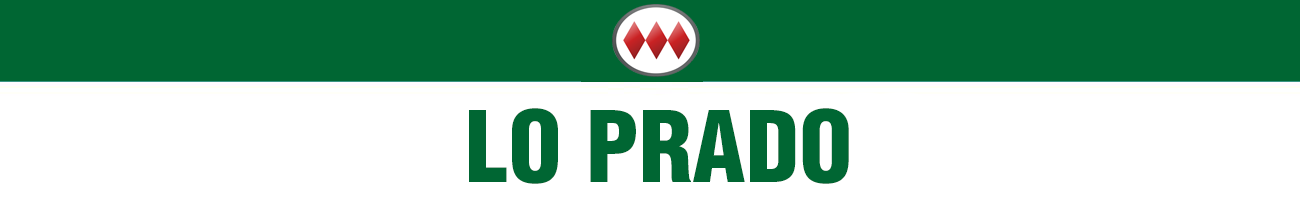
Cenefa utilizada actualmente en los andenes.

## Conexión con Red Metropolitana de Movilidad
La estación posee 2 paraderos de la Red Metropolitana de Movilidad en sus alrededores, los cuales corresponden a:
| Paradero/ Código                | Recorridos |
| ------------------------------- | --- |
| Parada / Metro Lo Prado (PJ177) | 402 (Centro) - 406 (Cantagallo) - 407 (Las Condes) - 422 (La Reina) - 426 (La Dehesa) - J13 (Metro Estación Central) |
| Parada / Metro Lo Prado (PJ147) | 402 (Pudahuel) - 406 (Pudahuel) - 407 (Enea) - 422 (Población Teniente Merino) - 426 (Pudahuel) - J13 (El Montijo)   |